# HC Oceláři Třinec v české hokejové extralize 2002/2003

## Základní část

### HC Excalibur Znojemští Orli
- 18.10.2002 HC Oceláři Třinec - HC Excalibur Znojemští Orli 5 : 1 (1 : 0, 2 : 0, 2 : 1)
- 29.11.2002 HC Excalibur Znojemští Orli - HC Oceláři Třinec 3 : 0 (2 : 0, 0 : 0, 1 : 0)
- 09.01.2003 HC Oceláři Třinec - HC Excalibur Znojemští Orli 4 : 3 PP (2 : 2, 1 : 0, 0 : 1, 1 : 0) - branka v prodloužení 64:17 Richard Král
- 02.03.2003 HC Excalibur Znojemští Orli - HC Oceláři Třinec 1 : 1 PP (0 : 0, 1 : 1, 0 : 0, 0 : 0)

### HC Chemopetrol Litvínov
- 24.09.2002 HC Oceláři Třinec - HC Chemopetrol Litvínov 4 : 2 (3 : 0, 0 : 1, 1 : 1)
- 01.11.2002 HC Chemopetrol Litvínov - HC Oceláři Třinec 2 : 1 (1 : 0, 0 : 1, 1 : 0)
- 10.12.2002 HC Oceláři Třinec - HC Chemopetrol Litvínov 7 : 3 (2 : 1, 3 : 1, 2 : 1)
- 28.01.2003 HC Chemopetrol Litvínov - HC Oceláři Třinec 1 : 1 PP (0 : 1, 1 : 0, 0 : 0, 0 : 0)

### HC Vsetín
- 29.09.2002 HC Oceláři Třinec - HC Vsetín 5 : 2 (3 : 0, 1 : 0, 1 : 2)
- 12.11.2002 HC Vsetín - HC Oceláři Třinec 5 : 0 (1 : 0, 1 : 0, 3 : 0)
- 27.12.2002 HC Oceláři Třinec - HC Vsetín 10 : 4 (2 : 1, 5 : 2, 3 : 1)) - hetrik Jan Marek
- 14.02.2003 HC Vsetín - HC Oceláři Třinec 0 : 4 (0 : 1 ,0 : 1, 0 : 2)

### Bílí Tygři Liberec
- 11.10.2002 HC Oceláři Třinec - Bílí Tygři Liberec 6 : 2 (1 : 1, 1 : 1, 4 : 0)
- 22.11.2002 Bílí Tygři Liberec - HC Oceláři Třinec 1 : 7 (1 : 2, 0 : 4, 0 : 1)
- 07.01.2003 HC Oceláři Třinec - Bílí Tygři Liberec 4 : 1 (3 : 0, 1 : 0, 0 : 1)
- 25.02.2003 Bílí Tygři Liberec - HC Oceláři Třinec 1 : 3 (0 : 0, 1 : 2, 0 : 1)

### HC Sparta Praha
- 13.10.2002 HC Sparta Praha - HC Oceláři Třinec 2 : 5 (1 : 2, 1 : 0, 0 : 3)
- 24.11.2002 HC Oceláři Třinec - HC Sparta Praha 5 : 3 (2 : 1, 1 : 1, 2 : 1)
- 11.01.2003 HC Sparta Praha - HC Oceláři Třinec 6 : 4 (0 : 1, 1 : 2, 5 : 1)
- 28.02.2003 HC Oceláři Třinec - HC Sparta Praha 2 : 3 (0 : 1, 2 : 1, 0 : 1)

### HC IPB Pojišťovna Pardubice
- 09.10.2002 HC IPB Pojišťovna Pardubice - HC Oceláři Třinec 2 : 0 (1 : 0, 0 : 0, 1 : 0)
- 19.11.2002 HC Oceláři Třinec - HC IPB Pojišťovna Pardubice 5 : 4 (1 : 2, 1 : 2, 3 : 0)
- 04.01.2003 HC IPB Pojišťovna Pardubice - HC Oceláři Třinec 5 : 2 (1 : 1, 0 : 0, 4 : 1)
- 23.02.2003 HC Oceláři Třinec - HC IPB Pojišťovna Pardubice 4 : 3 PP (1 : 1, 1 : 1, 1 : 1, 1 : 0) - branka v prodloužení 61. minuta Ivan Marek

### HC Havířov
- 13.09.2002 HC Oceláři Třinec - HC Havířov 7 : 1 (1 : 0, 2 : 0, 4 : 1)
- 20.10.2002 HC Havířov - HC Oceláři Třinec 0 : 6 (0 : 1, 0 : 3, 0 : 2)
- 01.12.2002 Oceláři Třinec - HC Havířov 4 : 4 PP (1 : 0, 1 : 2, 2 : 2, 0 : 0) - hetrik Václav Pletka
- 17.01.2003 HC Havířov - HC Oceláři Třinec 4 : 2 (2 : 0, 2 : 1, - : -) Nedohráno
- 18.02.2003 HC Havířov - HC Oceláři Třinec 1 : 7 (0 : 1, 1 : 3, 0 : 3) - hetrik Jan Marek

### HC České Budějovice
- 31.10.2002 HC České Budějovice - HC Oceláři Třinec 3 : 3 PP (2 : 1, 0 : 0, 1 : 2, 0 : 0)
- 26.11.2002 HC Oceláři Třinec - HC České Budějovice 0 : 1 (0 : 0, 0 : 0, 0 : 1)
- 14.12.2002 HC České Budějovice - HC Oceláři Třinec 5 : 4 PP (2 : 1, 2 : 2, 0 : 1, 1 : 0) - branka v prodloužení 62:05 Daniel Babka
- 31.01.2003 HC Oceláři Třinec - HC České Budějovice 3 : 4 (1 : 3, 1 : 0, 1 : 1)

### HC Hamé Zlín
- 15.09.2002 HC Hamé Zlín - HC Oceláři Třinec 7 : 3 (2 : 1, 2 : 1, 3 : 1)
- 22.10.2002 HC Oceláři Třinec - HC Hamé Zlín 6 : 1 (3 : 1, 1 : 0, 2 : 0)
- 03.12.2002 HC Hamé Zlín - HC Oceláři Třinec 3 : 1 (0 : 0, 1 : 0, 2 : 1)
- 19.01.2003 HC Oceláři Třinec - HC Hamé Zlín 5 : 4 (2 : 3, 1 : 0, 2 : 1)

### HC Energie Karlovy Vary
- 20.09.2002 HC Oceláři Třinec - HC Energie Karlovy Vary 4 : 2 (1 : 1, 1 : 0, 2 : 1)
- 26.10.2002 HC Energie Karlovy Vary - HC Oceláři Třinec 3 : 2 PP (0 : 0, 1 : 1, 1 : 1, 1 : 0) - branka v prodloužení 61:04 Martin Hlavačka
- 05.12.2002 HC Oceláři Třinec - HC Energie Karlovy Vary 9 : 3 (4 : 0, 4 : 2, 1 : 1) - hetrik Marek Zadina a Petr Jančařík
- 25.01.2003 HC Energie Karlovy Vary - HC Oceláři Třinec 3 : 1 (0 : 0, 1 : 0, 2 : 1)

### HC Slavia Praha
- 04.10.2002 HC Slavia Praha - HC Oceláři Třinec 5 : 0 (0 : 0, 2 : 0, 3 : 0)
- 15.11.2002 HC Oceláři Třinec - HC Slavia Praha 3 : 5 (0 : 0, 3 : 2, 0 : 3)
- 29.12.2002 HC Slavia Praha - HC Oceláři Třinec 4 : 0 (0 : 0, 1 : 0, 3 : 0)
- 16.02.2003 HC Oceláři Třinec - HC Slavia Praha 6 : 0 (4 : 0, 0 : 0, 2 : 0)

### HC Keramika Plzeň
- 22.09.2002 HC Keramika Plzeň - HC Oceláři Třinec 5 : 2 (3 : 0, 1 : 1, 1 : 1)
- 27.10.2002 HC Oceláři Třinec - HC Keramika Plzeň 4 : 2 (1 : 1, 3 : 0, 0 : 1)
- 07.12.2002 HC Keramika Plzeň - HC Oceláři Třinec 2 : 1 (2 : 0, 0 : 1, 0 : 0)
- 26.01.2003 HC Oceláři Třinec - HC Keramika Plzeň 6 : 3 (2 : 0, 0 : 3, 4 : 0)

### HC Vítkovice Steel
- 05.10.2002 HC Oceláři Třinec - HC Vítkovice Steel 3 : 1 (3 : 0, 0 : 0, 0 : 1) 400.zápas HC Oceláři Třinec v extralize
- 17.11.2002 HC Vítkovice Steel - HC Oceláři Třinec 3 : 4 PP (2 : 1 ,1 : 1, 0 : 1, 0 : 1)
- 03.01.2003 HC Oceláři Třinec - HC Vítkovice Steel 4 : 6 (1 : 2, 0 : 2, 3 : 2)
- 22.02.2003 HC Vítkovice Steel - HC Oceláři Třinec 2 : 3 (1 : 2, 1 : 1, 0 : 0)

## Play-off -Sezona 2002 / 2003
|  | Čtvrtfinále      | Čtvrtfinále  |              |   | Semifinále | Semifinále |  |  | Finále | Finále |
|  |                  |              |              |   |            |            |  |  |        |        |
|  |                  |              |              |   |            |            |  |  |        |        |
|  | Pardubice        | 4            |              |   |            |            |  |  |        |        |
|  | Pardubice        | 4            |              |   |            |            |  |  |        |        |
|  | Znojmo           | 2            |              |   |            |            |  |  |        |        |
|  | Znojmo           | 2            | Pardubice    | 4 |            |            |  |  |        |        |
|  |                  |              | Pardubice    | 4 |            |            |  |  |        |        |
|  |                  | Třinec       | 2            |   |            |            |  |  |        |        |
|  | Třinec           | Třinec       | 2            | 4 |            |            |  |  |        |        |
|  | Třinec           |              |              | 4 |            |            |  |  |        |        |
|  | Vítkovice        | 2            |              |   |            |            |  |  |        |        |
|  | Vítkovice        | 2            | Pardubice    | 3 |            |            |  |  |        |        |
|  |                  |              | Pardubice    | 3 |            |            |  |  |        |        |
|  |                  | Slavia Praha | 4            |   |            |            |  |  |        |        |
|  | Slavia Praha     | Slavia Praha | 4            | 4 |            |            |  |  |        |        |
|  | Slavia Praha     |              |              | 4 |            |            |  |  |        |        |
|  | Vsetín           | 0            |              |   |            |            |  |  |        |        |
|  | Vsetín           | 0            | Slavia Praha | 4 |            |            |  |  |        |        |
|  |                  |              | Slavia Praha | 4 |            |            |  |  |        |        |
|  |                  | Sparta Praha | 2            |   |            |            |  |  |        |        |
|  | Sparta Praha     | Sparta Praha | 2            | 4 |            |            |  |  |        |        |
|  | Sparta Praha     |              |              | 4 |            |            |  |  |        |        |
|  | České Budějovice | 0            |              |   |            |            |  |  |        |        |
|  | České Budějovice | 0            |              |   |            |            |  |  |        |        |

## Play off (čtvrtfinále)

### HC Oceláři Třinec-HC Vítkovice4:2 na zápasy
1. utkání
|  | HC Oceláři Třinec | 3 - 2         | HC Vítkovice |  |
|  | HC Oceláři Třinec | (0:0,1:0,2:2) | HC Vítkovice |  |

| Souhrn zápasu Report | Souhrn zápasu Report                                       | Souhrn zápasu Report | Souhrn zápasu Report                   | Souhrn zápasu Report |
| -------------------- | ---------------------------------------------------------- | -------------------- | -------------------------------------- | -------------------- |
|                      | 27:34 Richard Král 42:48 Jiří Malinský 43:35 Roman Meluzín |                      | 49:42 Radek Philipp 51:39 Roman Kaděra |                      |

2. utkání
|  | HC Oceláři Třinec | 1 - 2         | HC Vítkovice |  |
|  | HC Oceláři Třinec | (0:1,1:1,0:0) | HC Vítkovice |  |

| Souhrn zápasu Report | Souhrn zápasu Report | Souhrn zápasu Report | Souhrn zápasu Report                    | Souhrn zápasu Report |
| -------------------- | -------------------- | -------------------- | --------------------------------------- | -------------------- |
|                      | 36:08 Jan Marek      |                      | 08:03 David Moravec 38:11 David Moravec |                      |

3. utkání
|  | HC Vítkovice | 1 - 0 SN          | HC Oceláři Třinec |  |
|  | HC Vítkovice | (0:0,0:0,0:0,0:0) | HC Oceláři Třinec |  |

| Souhrn zápasu Report | Souhrn zápasu Report                | Souhrn zápasu Report | Souhrn zápasu Report | Souhrn zápasu Report |
| -------------------- | ----------------------------------- | -------------------- | -------------------- | -------------------- |
|                      | rozhodující SN proměnil Jiří Burger |                      |                      |                      |

4. utkání
|  | HC Vítkovice | 0 - 7         | HC Oceláři Třinec |  |
|  | HC Vítkovice | (0:2,0:3,0:2) | HC Oceláři Třinec |  |

| Souhrn zápasu Report | Souhrn zápasu Report | Souhrn zápasu Report | Souhrn zápasu Report | Souhrn zápasu Report |
| -------------------- | -------------------- | -------------------- | --- | -------------------- |
|                      |                      |                      | 13:08 Pavel Janků 19:11 Martin Čakajík 26:15 Marek Ivan 36:51 Václav Pletka 37:22 Jan Marek 49:46 Jiří Malinský 53:55 Zdeněk Skořepa |                      |

5. utkání
|  | HC Oceláři Třinec | 1 - 0         | HC Vítkovice |  |
|  | HC Oceláři Třinec | (0:0,0:0,1:0) | HC Vítkovice |  |

| Souhrn zápasu Report | Souhrn zápasu Report | Souhrn zápasu Report | Souhrn zápasu Report | Souhrn zápasu Report |
| -------------------- | -------------------- | -------------------- | -------------------- | -------------------- |
|                      | 55:02 Zdeněk Pavelek |                      |                      |                      |

6. utkání
|  | HC Vítkovice | 2 - 6         | HC Oceláři Třinec |  |
|  | HC Vítkovice | (1:3,1:1,0:2) | HC Oceláři Třinec |  |

| Souhrn zápasu Report | Souhrn zápasu Report                    | Souhrn zápasu Report | Souhrn zápasu Report | Souhrn zápasu Report |
| -------------------- | --------------------------------------- | -------------------- | --- | -------------------- |
|                      | 01:07 Petr Hubáček 28:55 Marek Černošek |                      | 01:28 Jan Marek 18:22 Zdeněk Pavelek 19:47 Richard Král 27:22 Marek Zadina 48:38 Zdeněk Skořepa 55:17 Rostislav Martynek |                      |

## Play off (semifinále)

### HC Oceláři Třinec-HC IPB Pojišťovna Pardubice2:4 na zápasy
1. utkání
|  | HC IPB Pojišťovna Pardubice | 10 - 2        | HC Oceláři Třinec |  |
|  | HC IPB Pojišťovna Pardubice | (2:0,4:1,4:1) | HC Oceláři Třinec |  |

| Souhrn zápasu Report | Souhrn zápasu Report | Souhrn zápasu Report | Souhrn zápasu Report                  | Souhrn zápasu Report |
| -------------------- | --- | -------------------- | ------------------------------------- | -------------------- |
|                      | 05:08 Ľubomír Pištek 19:47 Ladislav Lubina 27:52 a 49:09 Michal Sýkora 28:31 Petr Sýkora 32:58 a 41:56 Jan Kolář 37:43 David Pospíšil 41:33 Miroslav Duben 56:07 Petr Průcha |                      | 20:54 Petr Gřegořek 52:14 Pavel Janků |                      |

2. utkání
|  | HC IPB Pojišťovna Pardubice | 3 - 4         | HC Oceláři Třinec |  |
|  | HC IPB Pojišťovna Pardubice | (1:1,1:3,1:0) | HC Oceláři Třinec |  |

| Souhrn zápasu Report | Souhrn zápasu Report                                            | Souhrn zápasu Report | Souhrn zápasu Report                                                       | Souhrn zápasu Report |
| -------------------- | --------------------------------------------------------------- | -------------------- | -------------------------------------------------------------------------- | -------------------- |
|                      | 10:35 Michal Sýkora 28:35 Jaroslav Kudrna 41:00 Radoslav Kropáč |                      | 03:55 Richard Král 21:52 Jan Marek 24:49 Zdeněk Pavelek 25:57 Marek Zadina |                      |

3. utkání
|  | HC Oceláři Třinec | 1 - 4         | HC IPB Pojišťovna Pardubice |  |
|  | HC Oceláři Třinec | (0:0,1:3,0:1) | HC IPB Pojišťovna Pardubice |  |

| Souhrn zápasu Report | Souhrn zápasu Report | Souhrn zápasu Report | Souhrn zápasu Report                                                         | Souhrn zápasu Report |
| -------------------- | -------------------- | -------------------- | ---------------------------------------------------------------------------- | -------------------- |
|                      | 26:41 Jan Marek      |                      | 22:11 Petr Koukal 31:36 Radoslav Kropáč 37:20 Tomáš Pácal 42:48 Tomáš Blažek |                      |

4. utkání
|  | HC Oceláři Třinec | 4 - 2         | HC IPB Pojišťovna Pardubice |  |
|  | HC Oceláři Třinec | (1:1,2:1,1:0) | HC IPB Pojišťovna Pardubice |  |

| Souhrn zápasu Report | Souhrn zápasu Report                                                         | Souhrn zápasu Report | Souhrn zápasu Report                    | Souhrn zápasu Report |
| -------------------- | ---------------------------------------------------------------------------- | -------------------- | --------------------------------------- | -------------------- |
|                      | 16:36 Václav Pletka 28:20 Václav Pletka 39:59 Jan Marek 59:43 Zdeněk Pavelek |                      | 04:15 Petr Sýkora 26:55 Ladislav Lubina |                      |

5. utkání
|  | HC IPB Pojišťovna Pardubice | 7 - 2         | HC Oceláři Třinec |  |
|  | HC IPB Pojišťovna Pardubice | (1:1,2:0,4:1) | HC Oceláři Třinec |  |

| Souhrn zápasu Report | Souhrn zápasu Report | Souhrn zápasu Report | Souhrn zápasu Report               | Souhrn zápasu Report |
| -------------------- | --- | -------------------- | ---------------------------------- | -------------------- |
|                      | 13:53 Tomáš Divíšek 24:42 Petr Mudroch 39:46 Petr Sýkora 50:57 Tomáš Blažek 53:34 Petr Sýkora 57:07 Otakar Janecký 57:48 Michal Tvrdík |                      | 01:04 Pavel Janků 40:18 Marek Ivan |                      |

6. utkání
|  | HC Oceláři Třinec | 4 - 5 PP          | HC IPB Pojišťovna Pardubice |  |
|  | HC Oceláři Třinec | (1:1,2:2,1:1,0:1) | HC IPB Pojišťovna Pardubice |  |

| Souhrn zápasu Report | Souhrn zápasu Report                                                         | Souhrn zápasu Report | Souhrn zápasu Report                                                                            | Souhrn zápasu Report |
| -------------------- | ---------------------------------------------------------------------------- | -------------------- | ----------------------------------------------------------------------------------------------- | -------------------- |
|                      | 08:33 Marek Zadina 24:54 Zdeněk Skořepa 33:11 Richard Král 43:07 Pavel Janků |                      | 09:56 Tomáš Blažek 21:42 Tomáš Blažek 28:14 Petr Koukal 55:12 Petr Koukal PP 64:02 Tomáš Blažek |                      |

### Statistiky HC Oceláři Třinec
| Základní část | Základní část | Základní část | Základní část | Play off | Play off | Play off | Play off |
| Ročník        | Útočníci      | Obránci       | Brankáři      | Útočníci | Obránci  | Brankáři |          |
| ------------- | ------------- | ------------- | ------------- | -------- | -------- | -------- | -------- |
| 2002/2003     | Zde           | Zde           | Zde           | Zde      | Zde      | Zde      |          |

## Hráli za Třinec
- Brankáři Vlastimil Lakosil (34 ZČ + 12 play off) • Luboš Horčička (23 ZČ + 1 play off) • Michal Mařík (1 ZČ)
- Obránci Mario Cartelli • Libor Procházka • Jiří Malinsky • David Nosek • Tomáš Houdek • Boris Žabka • Petr Jančařík • Jiří Hunkes • Petr Svoboda • Filip Štefanka • Petr Gřegořek • Martin Čakajík • Marian Morava
- Útočníci Richard Král –  • Jan Marek • Marek Zadina • Václav Pletka • Pavel Janků • Zdeněk Pavelek • Jiří Hašek • Pavel Zdráhal • Rostislav Martynek • Tomáš Horna • Roman Meluzín • Gregor Polončič • Marek Ivan • Zdeněk Skořepa • Richard Bordowski • Tomáš Zbořil • Oldřich Bakus • Patrik Stejskal
- Hlavní trenér Pavel Marek